# Перелома Віталій Олександрович
Віталій Олександрович Перелома (26 листопада 1934, місто Бердянськ, тепер Запорізької області — 25 березня 2000, місто Київ) — український вчений-металург, член-кореспондент НАН України (з 18 травня 1990). Доктор технічних наук. Депутат Верховної Ради УРСР 11-го скликання. Член ЦК КПУ в 1986—1990 роках.

## Біографія

Барельєф на будівлі інституту

Закінчив 1956 року Київський політехнічний інститут, де навчався у професора Кочо В. С..
У 1957—1959 роках — інженер Київського інституту автоматики Держплану УРСР. У 1959—1974 роках — аспірант, асистент, доцент Київського політехнічного інституту, старший науковий співробітник Інституту проблем лиття Академії наук УРСР.
Член КПРС з 1965 року.
У 1974—1984 роках — інструктор, завідувач сектору, 1-й заступник завідувача відділу науки і навчальних закладів ЦК КПУ.
У 1984—1989 роках — помічник Першого секретаря ЦК Компартії України Володимира Щербицького.
З 1989 по 2000 роки працював у Фізико-технологічному інституті металів та сплавів НАН України. Автор низки винаходів.

## Нагороди і почесні звання
- Заслужений діяч науки і техніки України.
- Лауреат Державної премії України в галузі науки і техніки.

## Пам'ять
На будівлі Фізико-технологічного інституту металів та сплавів НАН України встановлено бронзовий барельєф роботи скульптора О. П. Скоблікова.